# Volta ao Algarve de 2024
A 50.ª edição da competição ciclista Volta ao Algarve foi uma corrida de ciclismo em estrada por etapas que ocorreu entre 14 e 18 de fevereiro de 2024 em Portugal. A prova teve início na cidade de Portimão e final no topo do Malhão, Loulé. Além disso, durante a competição, houve um contrarrelógio completamente novo em Albufeira.

## Equipas participantes
Participaram na corrida 25 equipas: 13 equipas de categoria UCI WorldTeam, convidadas pela organização,
3 equipas de categoria UCI ProTeam e 
9 equipas de categoria Continental. 
As equipas participantes foram:
| Equipes WorldTeam (13)- Alpecin-Deceuninck - Arkéa-B&B Hotels - Astana Qazaqstan Team - Bora-Hansgrohe - EF Education-EasyPost - Groupama-FDJ - Ineos Grenadiers - Intermarché-Wanty - Lidl-Trek - Soudal Quick-Step - Team dsm-firmenich PostNL - UAE Team Emirates - Team Visma \| Lease a Bike Equipes ProTeam (3)- Caja Rural-Seguros RGA - Tudor Pro Cycling Team - Uno-X Mobility Equipes Continentais (9)- ABTF Betão-Feirense - AP Hotels & Resorts-Tavira-SC Farense - Aviludo-Louletano-Loulé Concelho - Credibom-La Alumínios-Marcos Car - Efapel Cycling - Kelly-Simoldes-UDO - Rádio Popular-Paredes-Boavista - Sabgal / Anicolor - Tavfer-Ovos Matinados-Mortágua |
| |